# Science Robotics
Science Robotics è una rivista scientifica sottoposta a revisione paritaria, pubblicata dall'American Association for the Advancement of Science.
Il caporedattore è Holden Thorp dell'AAAS.
Gli argomenti trattati sono: intelligenza artificiale, matematica, informatica, ingegneria meccanica, macro, micro e nano robot, materiali avanzati. Il suo ambito di applicazione comprende la ricerca teorica e le applicazioni nel mondo reale.
Il fattore di impatto per il 2022 è pari a 25,0.

## Indicizzazione
Gli abstract e gli articoli della rivista sono indicizzati da:
- Science Citation Index[4]
- Current Contents - Engineering, Computing & Technology[4]
- Scopus[2]
- MEDLINE[5]
- Index Medicus[5].